# Pelikán
Pelikán (Pelecanus) je jediným rodem velkých vodních ptáků z čeledě pelikánovití, nápadných svým velkým vakem na spodní čelisti dlouhého zobáku.

## Výskyt
Nejstarší známé fosilie pelikánovitých ptáků pocházejí z období pozdního eocénu (asi před 40 miliony let) a byly objeveny na území Egypta (druh Eopelecanus aegyptiacus).
Pelikáni žijí ve všech světadílech vyjma Antarktidy, hlavně v tropických a subtropických oblastech, lze je ale najít i v mírném pásu. Nejblíže České republice se vyskytují v okolí Středozemního a Černého moře a dále v Malé Asii a severovýchodní Africe. Jsou to primárně mořští ptáci, které můžeme zahlédnout ve vnitrozemských jezerech, mokřinách i v deltách velkých řek kde hnízdí. Po vyvedení mláďat se většinou vracejí na mořská pobřeží, kde mají v dosahu sladkou vodu. Pouze pelikáni hnědí jsou výjimkou, hnízdí na pobřeží.
Téměř všechny druhy žijí na dosti rozsáhlém území v hojných počtech, žádné bezprostřední nebezpečí vyhynutí pelikánům nehrozí. Pouze pelikán kadeřavý byl považován za zranitelný druh, ale od roku 2018 je již zařazen mezi téměř ohrožené, ačkoli populace stále klesá. Žije na územích jihovýchodní Evropy, Malé Asie, Blízkého východu, Střední a Přední Asie i Kavkazu. V průběhu 19. a 20. století byl zaznamenán značný pokles a některé veliké hnízdící kolonie (např. v Mongolsku) zcela zanikly. Od roku 2018 se předpokládá, že se rozmnožuje asi 11 400 až 13 400 pohlavně zralých jedinců.

## Popis
Jsou to nejtěžší létající ptáci, mohou dosáhnout váhy až 15 kg. Délka od špičky zobáku po konec ocasu bývá podle druhu od 105 do 188 cm (největší délky těla dosahuje pelikán australský) a rozpětí mohutných křídel až 350 cm (největším rozpětím zřejmě disponuje pelikán kadeřavý), mohou létat rychlostí i 50 km/h. Jejich nejnápadnější část zobák, který může být dlouhý až půl metru, má zvláštní konstrukci. Spodní čelist je vytvořena ze dvou ohebných, na špičce spojených lamel mezi nimiž je široký a pružný hrdelní vak, ten může mít obsah až 14 litrů, horní čelist slouží jen jako "víko". Při plavání nebo za letu přitahují zobák ke krku, který je abnormálně dlouhý a ohebný, je složen ze 17 obratlů. Protože dobře prokrvený vak je bez peří, slouží také k ochlazování krve. Pelikánům chybí kost radličná (vomer) tvořící část nosní přepážky. Chybějí jim nozdry a dýchají ústy, jazyk mají zakrnělý. Pohlavní dimorfismus je patrný pouze v rámci tělesných parametrů, samci dosahují větších rozměrů (větší mají třeba i zobáky) nežli samice.
Nohy se čtyřmi prsty spojené plovací blánou jsou poměrně krátké ale silné, jsou posazené vzadu pod tělem. Výborně se hodí pro veslování při plavání, chůze pelikánů po pevné zemi je však pomalá a kolébavá. Zdržují se v dosahu sladké vody, aby se po pobytu ve slané vodě mohli zbavit soli z peří. Nemají na rozdíl od většiny vodních ptáků vodu odpuzující peří, po koupeli si ho kožním mazem z mazové žlázy u kořene ocasu důkladně zobákem promastí. Jsou to ryze denní ptáci, kteří mimo hnízdící sezonu tráví převážnou část dne čechráním peří nebo prostě odpočinkem.

## Stravování
V době hnízdění létají pro potravu 100 až 150 km, živí se převážně rybami, kterých denně spotřebují 1 až 2 kg. Neloví z hloubek, spíše jen živočichy plovoucí těsně pod hladinou. Způsoby lovů mají rozdílné, někteří loví ryby omráčením rychlým pádem ze vzduchu do vody, jiní loví ve dvojici nebo trojici a nejdokonalejší jsou lovy skupinové. Tehdy utvoří půlkruh a ryby zahánějí na mělčinu údery svých křídel. V evropských vnitrozemských biotopech je jejich hlavní rybou kapr, okoun a plotice, v brakických vodách úhoř, parmice, hlaváč a jehlice. Mimo ryb a korýšů jedí i malé ptáky a savce, hady, ještěrky i mloky.
Poradí si s rybou dlouhou až 30 cm, polykají je živé. Větší ryby vyhazují do vzduchu, aby dopadly do vaku ve správném směru, hlavou dolů. Přestože jejích vak, jícen i žaludek jsou široce roztažitelné, některé druhy ryb mají v blízkosti žaber ostny, jiné zase ostnaté hřbetní ploutve a to může způsobit protržení vaku nebo vzpříčení a udušení pelikána.

## Rozmnožování
Převážná většina pelikánů žije v monogamních svazcích jen pro jednu sezonu, před každou další se utvářejí páry nové, partnera si vybírá samice. Hnízdí až v tisícičlenných v koloniích, v zajetí se nemnoží, nejsou-li společně nejméně 4 páry. Na začátku hnízdění jsou plaší a citliví na rušení, mnohdy vybrané místo pro zahnízdění po vyrušení opustí.
Samice stavějí hnízda o průměru 0,5 až 1,5 m z klestí, rákosu, travin a bláta, samec přináší potřebné "suroviny" ve vaku. Hnízdo je buď na zemi nebo na stromě, vždy alespoň metr nad hladinou vody. Oplodněná samice snese s několikadenními odstupy 2 až 4 modrobílá vejce. Během inkubační doby, 4 až 7 týdnů v závislosti na druhu, se v sezení na vejcích oba rodiče střídají. Po vylíhnutí je mládě holé a rodiče ho krmí natrávenou potravou vyvrhovanou z volete, dokud se zcela neopeří, což trvá 10 až 12 týdnů. To už jsou mláďata větší než rodiče.
Po vylíhnutí začíná boj mezi sourozenci o potravu a místo v hnízdě, samice zasedne na vejce ihned po snesení prvého, takže mláďata se rodí postupně a tudíž jsou nestejně veliká. Mnoho mláďat v raném věku hyne i následkem chladného počasí, dospívá průměrně v hnízdě jen jediné. Mláďata začínají plavat a shlukovat se ve věku 3 týdnů do téměř 100členných "školek", rodiče bezpečně poznají a krmí jen své. Pohlavní dospělosti dosahují za tři až čtyři roky, dožívají se 30 let.

## Taxonomie
Nejstarší známé fosilie pelikánovitých ptáků pocházejí z období pozdního eocénu (asi před 40 miliony let) a byly objeveny na území Egypta (druh Eopelecanus aegyptiacus). Další fosilní pozůstatky pocházejí ze spodního miocénu, z doby před 23 až 5 milióny let. Jsou geneticky nejbližší příbuzní s také jednorodovými čeleděmi člunozobcovitých a kladivoušovitých.
Rod pelikán se rozděluje do 8 druhů, pelikán hnědý ještě vytváří poddruhy:
- pelikán africký (Pelecanus rufescens J. F. Gmelin, 1789)
- pelikán australský (Pelecanus conspicillatus Temminck, 1824)
- pelikán bílý (Pelecanus onocrotaluss Linnaeus, 1758)
- pelikán kadeřavý (Pelecanus crispus Bruch, 1832)
- pelikán severoamerický (Pelecanus erythrorhynchos J. F. Gmelin, 1789)
- pelikán skvrnozobý (Pelecanus philippensis J. F. Gmelin, 1789)
- pelikán chilský (Pelecanus thagus Molina, 1782)
- pelikán hnědý (Pelecanus occidentalis Linnaeus, 1766)
  - Pelecanus occidentalis L., 1766 subsp. occidentalis
  - Pelecanus occidentalis L., 1766 subsp. californicus Ridgway, 1884
  - Pelecanus occidentalis L., 1766 subsp. carolinensis J. F. Gmelin, 1789
  - Pelecanus occidentalis L., 1766 subsp. murphyi Wetmore, 1945
  - Pelecanus occidentalis L., 1766 subsp. urinator Wetmore, 1945

## Chov v zoo
V Evropě je chováno osm druhů pelikánů, z toho pelikán bílý, pelikán kadeřavý a pelikán africký jsou chováni v několika desítkách zoo. Pelikán hnědý, pelikán severoamerický, pelikán skvrnozobý, pelikán australský a pelikán chilský jsou raritně chovanými druhy. V Česku je k vidění šest druhů (není mezi nimi pelikán chilský a pelikán hnědý); nejvíce jsou zastoupeni v Zoo Plzeň (5 druhů), dále Zoo Dvůr Králové, Zoo Praha a Zoo Zlín (3 druhy). V Zoo Praha se v roce 2019 podařilo odchovat všechny tři chované druhy v průběhu jedné sezony a zároveň se vylíhlo jubilejní 200. mládě (10. 5. 2019).

## Symbolika
Pelikán si podle tradice (vzniklé na základě mylného pozorování) rozdírá do krve vlastní hruď, aby mohl nakrmit své mladé. Pro tuto svou domnělou obětavost se stal symbolem Ježíše Krista (pelikán s krvavou hrudí bývá námětem náboženských obrazů). Je zmiňován také v chvalozpěvu připisovaném Tomáši Akvinskému zvaném Adoro te devote (česky Klaním se ti vroucně), jenž se stal pevnou součástí Římského misálu a oblíbenou kancionálovou písní. Pelikán je i symbolem lékařství; tentýž výjev je např. ve znaku 1. lékařské fakulty UK.